# Experimental Economics
Experimental Economics ist eine viermal jährlich erscheinende wissenschaftliche Zeitschrift zu volkswirtschaftlichen Themen. Die Zeitschrift veröffentlicht Forschungsergebnisse aus dem Bereich der Experimentellen Ökonomik und experimentelle Ansätze in verwandten Disziplinen wie der Finanzwissenschaft, Politikwissenschaft, Entscheidungstheorie, und Psychologie. Theoretische und ökonometrische Arbeiten, die auf experimentellen Ergebnissen basieren, werden ebenfalls veröffentlicht.
Experimental Economics wird vom Wissenschafts-Verlag Springer im Auftrag der Economic Science Association herausgegeben. Derzeitige Herausgeber sind Jacob K. Goeree (Universität Zürich) und David J. Cooper (Florida State University).

## Geschichte
Experimental Economics wurde erstmals 1998 herausgegeben, zunächst dreimal jährlich, später viermal jährlich.